# Peque
Peque è un comune spagnolo di 199 abitanti situato nella comunità autonoma di Castiglia e León.